# Universität Rinteln

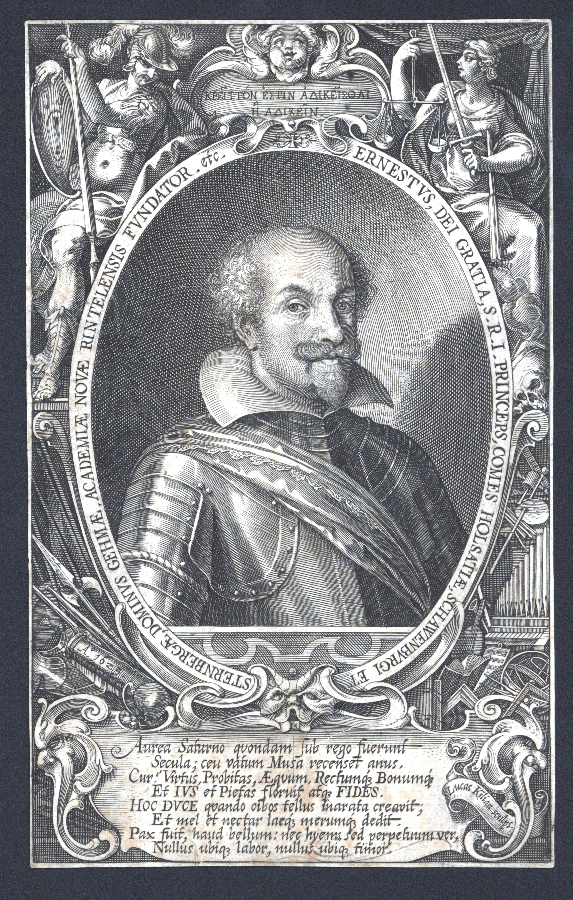
Graf Ernst (1569–1622), Gründer der Universität, Stich von Lucas Kilian (1623)

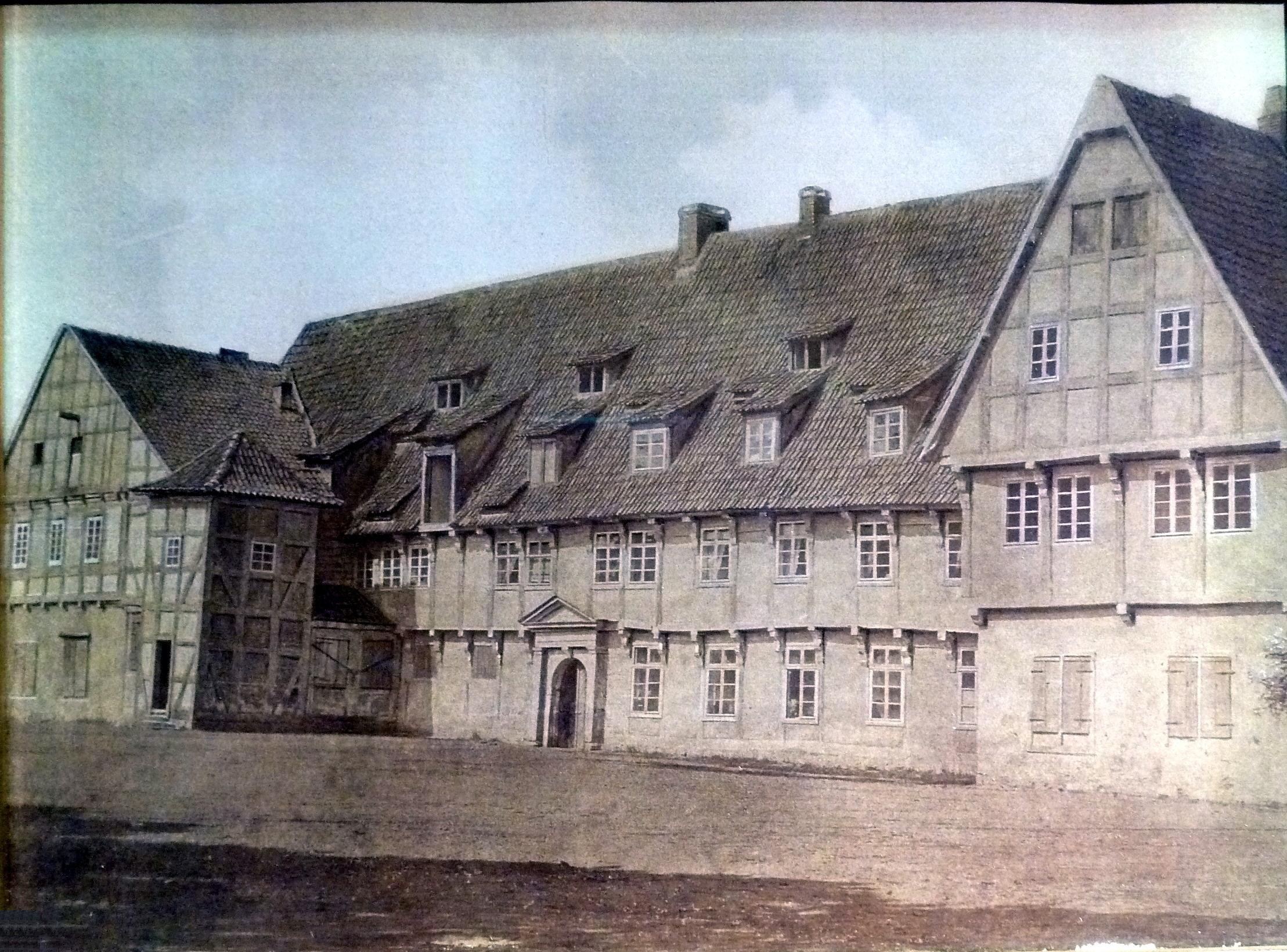
Altes Universitätsgebäude (um 1850)

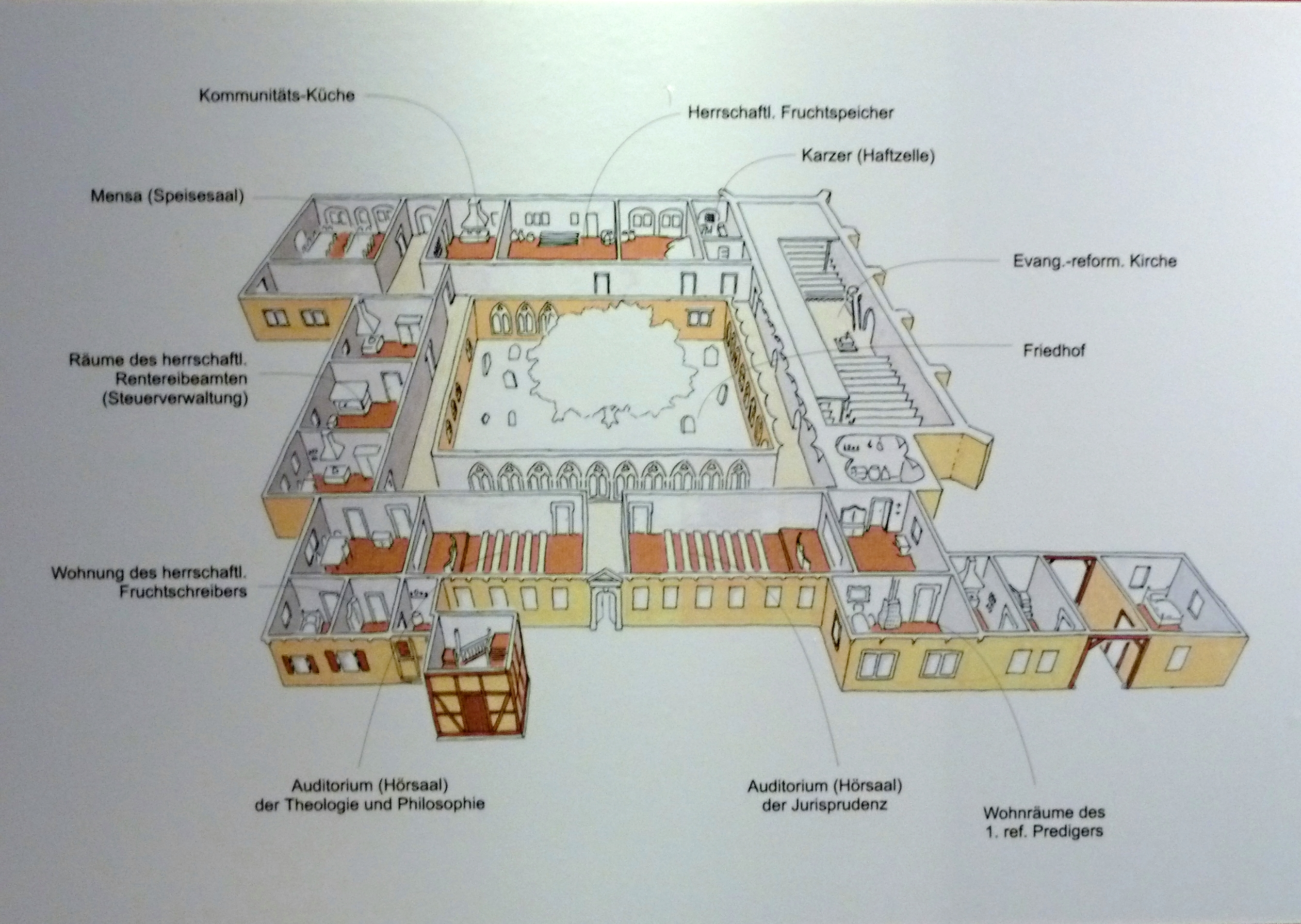
Universitätsgebäude im Aufriss (Erdgeschoss)

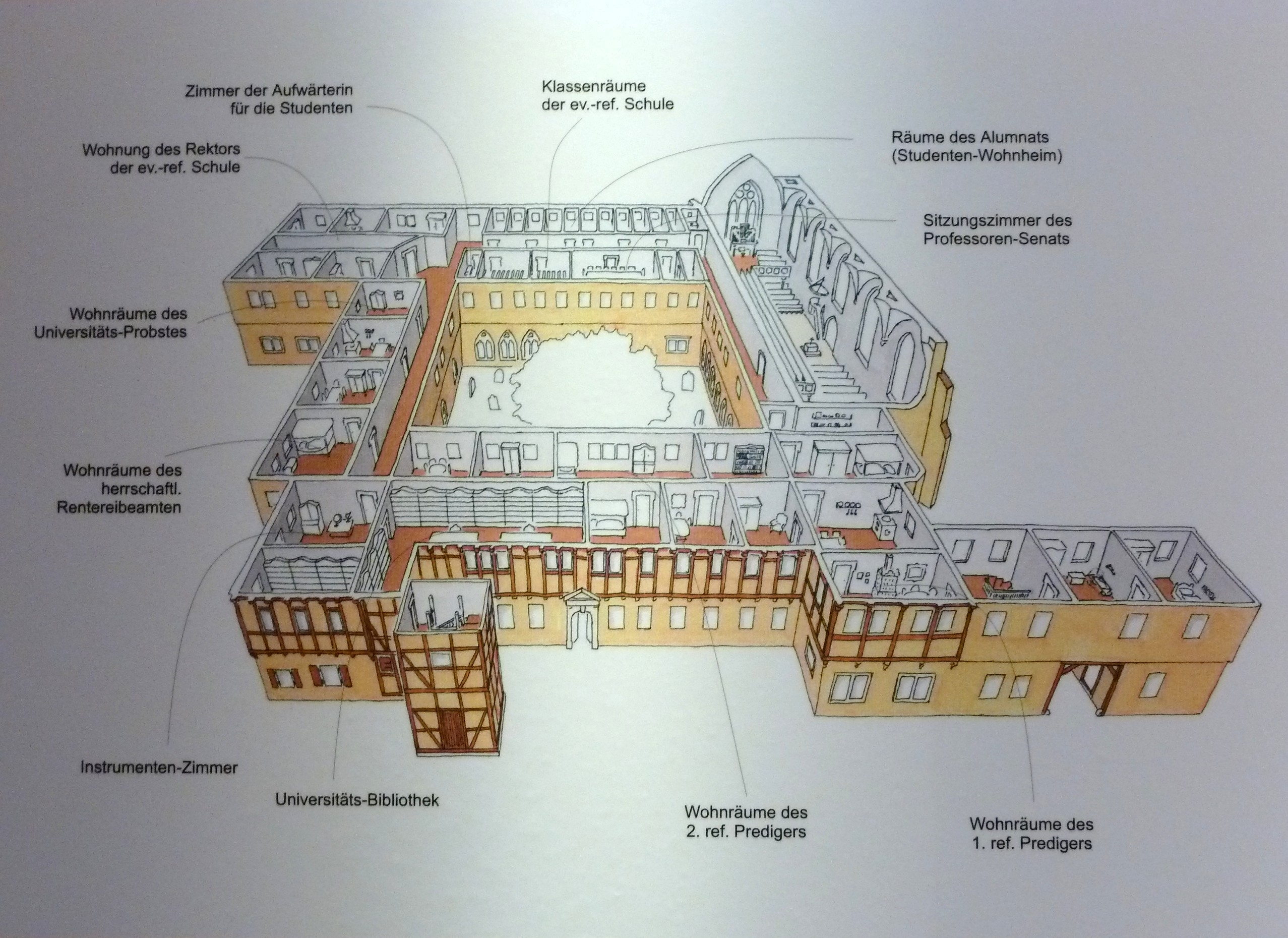
Universitätsgebäude im Aufriss (Obergeschoss)

Die Alma Mater Ernestina (auch: Academia Ernestina) in Rinteln im Weserbergland war eine 1619 gegründete Universität, die bis 1810 existierte.

## Geschichte
Vorgänger der Universität in Rinteln war das im Jahre 1610 von Graf Ernst zu Holstein-Schaumburg in Stadthagen gegründete, auf einer seit 1330 bestehenden lateinischen Stadtschule basierende akademische Gymnasium illustre. Das Gymnasium im ehemaligen Franziskanerkloster Stadthagen umfasste bereits vier Fakultäten und einen vollakademischen Unterrichtsbetrieb. Zur Anerkennung als vollwertige Universität fehlte noch das kaiserliche Privileg, das das Promotionsrecht verlieh.
Zur Erlangung des Privilegs musste Ernst dem Kaiser Ferdinand II. 100.000 Gulden als Darlehen zahlen, erhielt dafür aber noch zusätzlich den Fürstentitel. Bei Beantragung des Privilegs war bereits an eine Verlegung nach Rinteln gedacht worden, da diese Stadt aufgrund ihrer Lage an der Weser besser zu erreichen war.
Die neue Alma Mater Ernestina zog in Rinteln in das ehemalige katholische Jakobskloster ein. Teile des Klosters wurden zur „Kommunität“ (Studentenwohnheim), zum „Konviktorium“ (Mensa) der Stipendiaten und zu zwei Hörsälen umgestaltet. Eine Bibliothek, ein Instrumentenzimmer und eine Apotheke wurden eingerichtet. Die ehemalige Klosterkirche St. Jakobi wurde Universitätskirche.
Die Einweihung fand am 17. Juli 1621 statt. An diesem Tag wurden auch die Statuten der Universität auf Schloss Bückeburg ausgefertigt. Dieser progressiven Universitätsverfassung konnten der Ausbau und die Konsolidierung der Universität während des Dreißigjährigen Krieges nicht mehr entsprechen. Schon 1623 wurde die Stadt von Herzog Christian von Braunschweig-Lüneburg überfallen, erobert und geplündert. Die meisten Studenten verließen Rinteln, auch die Professoren, soweit sie die Möglichkeit dazu hatten. Der Rektor Johannes Gisenius (Giessenius) blieb vor Ort und konnte einen Schutzbrief für seine Hochschule erhalten. Trotz Hausarrests und zeitweiliger Inhaftierung gelang es ihm, den Lehrbetrieb weiterzuführen, wenn auch unter größten Einschränkungen und erheblichen Schwierigkeiten.
Gemäß dem Restitutionsedikt vom 6. März 1629 sollte die erst 1560 durchgeführte Säkularisation des Jakobsklosters rückgängig gemacht werden. Benediktinermönche aus Hildesheim und Corvey kamen nach Rinteln und übernahmen die Universität. 1631 bestand während der Regentschaft des katholischen Grafen Jobst Hermann vorübergehend eine katholisch-theologische Fakultät.
Die Grafschaft Schaumburg wurde nach dem Tod des letzten Grafen Otto V. kurz vor Ende des Dreißigjährigen Krieges geteilt: Der nördliche Landesteil kam zur Grafschaft Lippe, der südliche mit der Universität Rinteln fiel an Landgraf Wilhelm VI. von Hessen-Kassel. Bis 1665 war Rinteln Gemeinbesitz von Hessen-Kassel und Lippe. Unter Landgraf Wilhelm VI. wurde die Universität als lutherische Hochschule ausgebaut.
Während die von allen Universitäten im deutschen Sprachraum geführten Register über ihre Studenten (Matrikel) weitgehend erhalten blieben, gibt es doch drei Ausnahmen: Mainz, die 1631/32 und 1944 in Kriegen verloren gingen, Trier, wo nur einige wenige Fragmente überdauert haben, und Rinteln, wo durchaus fragmentarische Aufzeichnungen dieser Art existierten. Danach dürfte die Alma Ernestina in Rinteln wohl nie mehr als 120 Hörer gehabt haben. Zudem ging die Zahl der Studenten nach der Gründung der Universität Göttingen weiter zurück. Mit dem Ende des Heiligen Römischen Reiches 1803/1806 kam Rinteln unter die Verwaltung des napoleonisch kontrollierten Königreiches Westphalen unter König Jérôme Bonaparte, wo in Marburg, Göttingen, Helmstedt und Halle weitere Universitäten bestanden. Der Verwaltungsreform des Jahres 1809 unter Minister Johannes von Müller fielen die Universitäten Rinteln und Helmstedt zum Opfer; die Alma Ernestina wurde Ostern 1810 geschlossen.

### Gutachten in Hexenprozessen
Die Universitäten Rinteln, Helmstedt, Rostock und Wittenberg waren die führenden akademischen Autoritäten gutachterlicher Begleitung während der Hexenverfolgung. Die Spruchpraxis an den allgemeinen deutschen juristischen Fakultäten war recht unterschiedlich. Die juristischen Fakultäten der Universität Rinteln und Helmstedt galten als Hardliner in Sachen Hexenverfolgung. Die Professoren der Juristenfakultät der Universität Rinteln verstärkten durch ihre Beratung von Stadt- und Amtsgerichten im ganzen Nordwesten die Hexenprozesse. Zwischen 1621 und 1675 sind rund 400 Gutachten überliefert, die durchweg die rücksichtslose Verfolgung von vermeintlichen Hexen und Hexenmeistern anordneten.
Im Jahr 1631 veröffentlichte die Rintelner Universitätsdruckerei die Cautio criminalis als ein anonymes Werk, als dessen Autor schon bald der Paderborner Theologe Friedrich Spee von Langenfeld vermutet wurde. Seine darin vorgetragenen neuen Positionen markierten den Beginn des Kampfes gegen die Hexenprozesse. Das Buch war die Antwort auf das Standardwerk zur Theorie der Hexenlehre seines Rintelner Kollegen Hermann Goehausen Processus juridicus contra sagas et veneficos aus dem Jahre 1630.

### Universitätsdruckerei
Im Jahre 1622 wurde Petrus Lucius (1590–1656) als Universitätsbuchdrucker an die Universität Rinteln bestellt. Zwischen 1627 und 1656 erschienen viele Predigten Rintelner Theologen in seiner Druckerei. 1639 und 1659 druckte er die Werke über Horaz von Andreas Heinrich Bucholtz. Bis zu seinem Tode stellte er seine Universitätsdrucke auch auf der Frankfurter Buchmesse aus, zuletzt ein Programm von 77 Büchern. Sein Sohn Anthonius Lucius (1635–1704) war ein bekannter Gelehrter seiner Zeit und war vom 4. April 1663 bis 1670 außerordentlicher Professor an der juristischen Fakultät in Rinteln.

## Bauwerke
Erhalten gebliebene Bauwerke:
- Jakobi-Kirche, Kirchengebäude des Jakobsklosters, in dessen Räume die Universität im Jahre 1621 einzog
- Universitätskommisse, diente als Gasthaus und Studentenwohnheim der „Academia Ernestina“

Erhalten gebliebene Bauwerke der Universität Rinteln
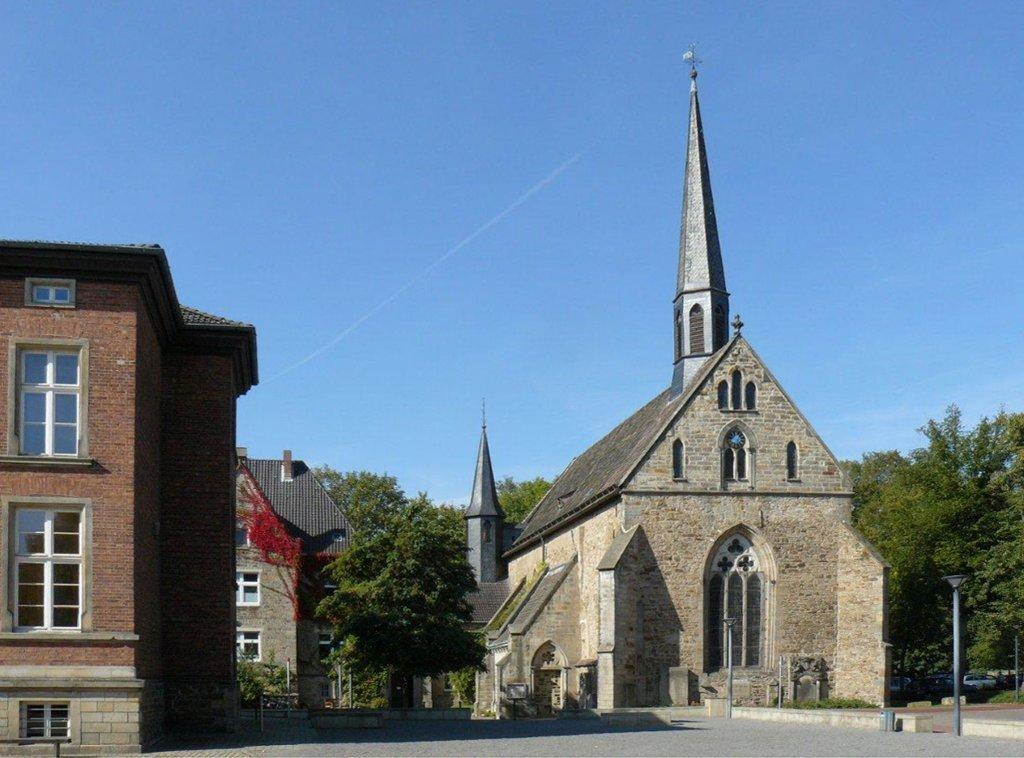
Jakobi-Kirche am Kollegienplatz
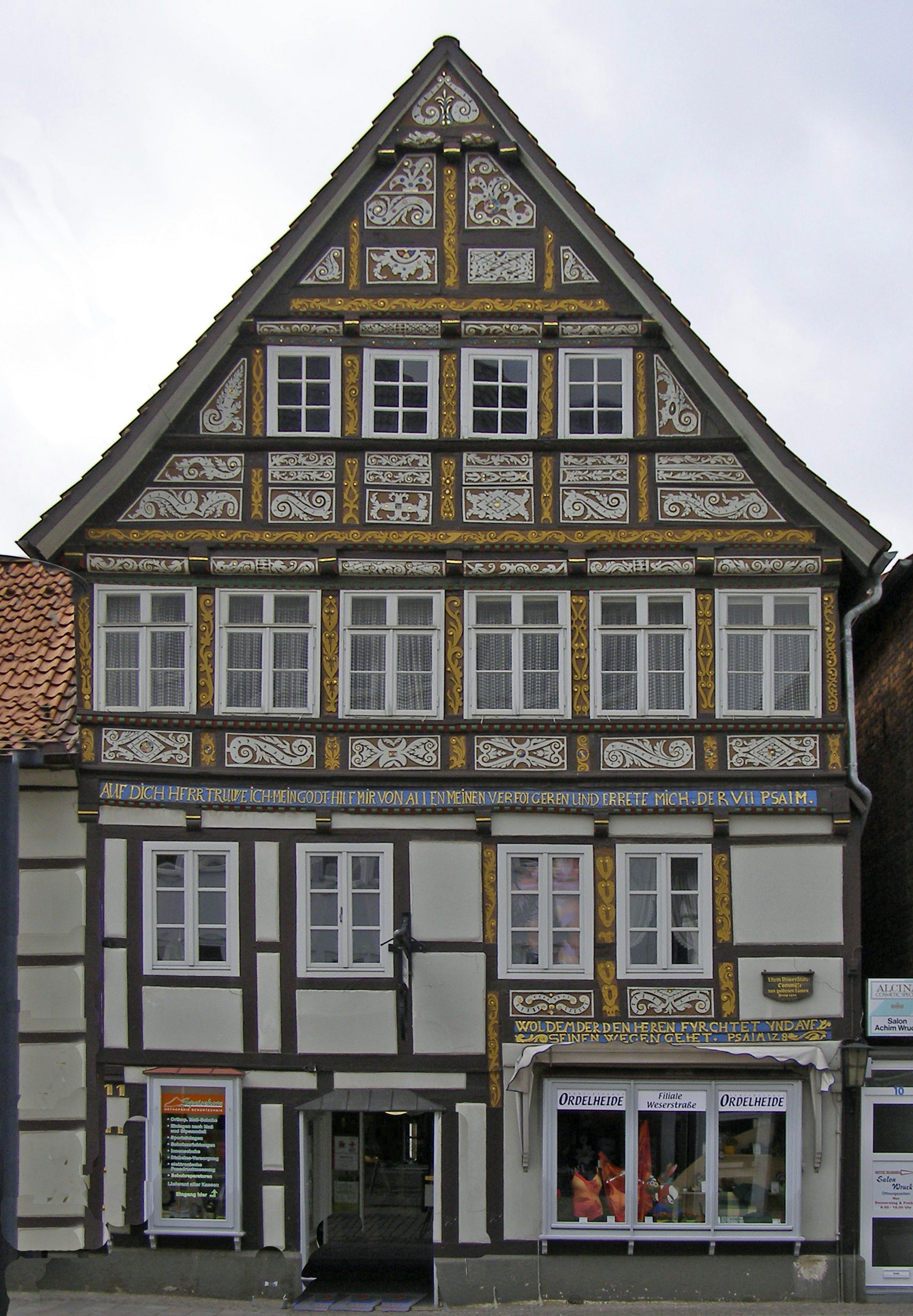
Ehemalige Universitätskommisse

## Professoren
| Name                                | Lebensdaten | Bemerkung                                                                                             | Bild |
| ----------------------------------- | ----------- | --- | ---- |
| Thomas Abbt                         | 1738–1766   | Professor der Mathematik und Philosophie                                                              |      |
| Johann Philipp Burckhard Asbrand    | 1722–1779   | Professor der griechischen Sprache                                                                    |      |
| Andreas Austen                      | 1658–1703   | Professor für Griechisch und orientalische Sprachen                                                   |      |
| Johann Arnold Barckhausen           | 1651–1726   | Professor der Rechte und Rektor.                                                                      |      |
| Hermann Barkhaus                    | 1669–1694   | Professor der Morallehre und Theologie                                                                |      |
| Philipp Becker                      | 1702–1747   | Professor der Rechte                                                                                  |      |
| Friedrich Wilhelm Bierling          | 1676–1728   | Historiker, Professor für Philosophie und Theologie                                                   |      |
| Konrad Friedrich Ernst Bierling     | 1709–1755   | Professor der Theologie                                                                               |      |
| Heinrich von Bode                   | 1652–1720   | Professor der Theologie                                                                               |      |
| Johann Martin Brandes               | 1617–1667   | Professor der Rechte                                                                                  |      |
| Andreas Heinrich Bucholtz           | 1607–1671   | Professor der Philosophie und Dichtkunst                                                              |      |
| Wilhelm Christian Justus Chrysander | 1718–1788   | Theologe, Philosoph und Polyhistor                                                                    |      |
| Heinrich Martin Eccard              | 1615–1669   | Lutherischer Theologe, Professor für Philosophie, Mathematik und Theologie                            |      |
| Johann Eichrodt                     | 1582–1638   | Professor der Rechte                                                                                  |      |
| Johann Hermann Fürstenau            | 1688–1756   | Professor der Medizin und Landwirtschaftlichen Ökonomie                                               |      |
| Johann Friedrich Fürstenau          | 1724–1751   | Professor für Anatomie und Chirurgie                                                                  |      |
| Karl Gottfried Fürstenau            | 1734–1803   | Professor für Ökonom und Philosoph                                                                    |      |
| Johann Nicolaus Funck               | 1693–1777   | Professor der Rhetorik, Geschichte und Politik, Rektor von 1740 bis 1750                              |      |
| Franz Gießenbier                    | 1571–1649   | Rechtswissenschaftler                                                                                 |      |
| Johannes Gisenius                   | 1577–1658   | Professor der Theologe, Vertreter der lutherischen Orthodoxie                                         |      |
| Paul Glandorp                       | 1626–1696   | Professor der Medizin von 1655 bis 1665, Rektor 1658                                                  |      |
| Hermann Goehausen                   | 1593–1632   | Rechtswissenschaftler und Hexentheoretiker                                                            |      |
| Johann Matthäus Hassencamp          | 1748–1797   | Evangelischer Theologe, Professor für Mathematik, Physik und Orientalistik                            |      |
| Johann Otto Henckel                 | 1636–1682   | Professor für Philosophie, Logik, Metaphysik und Theologie                                            |      |
| Johannes Henichius (Heinichen)      | 1616–1671   | Lutherischer Theologe                                                                                 |      |
| Johann Tobias Gottlieb Holzapfel    | 1773–1812   | Professor der orientalischen Sprachen, der Beredsamkeit und der Theologie                             |      |
| Johann Kahler                       | 1649–1729   | Professor der Philosophie und der Theologie.                                                          |      |
| Johann Engelhard Kahler             | 1729–1804   | Professor der Theologie                                                                               |      |
| Wigand Kahler                       | 1699–1747   | Professor der Mathematik und der Theologie                                                            |      |
| Henrich Ernst Kestner               | 1671–1723   | Professor der Rechte, landgräflicher Rat                                                              |      |
| Johann Georg Lohmeyer               | ?–1680      | Professor der griechischen Sprache und Literatur                                                      |      |
| Philipp Lohmeier                    | 1648–1680   | Professor der Mathematik und Physik.                                                                  |      |
| Johann Peter Lotichius              | 1598–1669   | Professor der Medizin, Historiograph und kaiserlicher Poeta Laureatus                                 |      |
| Anthonius Lucius                    | 1635–1704   | Professor der Jurisprudenz.                                                                           |      |
| Heinrich Majus                      | 1632–1696   | Professor der Medizin                                                                                 |      |
| Just Heinrich Mangold               | ? –1742     | Professor der Physik und Medizin                                                                      |      |
| Francois Martelleur                 | 1734–1799   | Sprachlehrer für Französisch                                                                          |      |
| Johann Matthias Matsko              | 1721–1796   | Professor der Mathematik                                                                              |      |
| Balthasar Mentzer der Jüngere       | 1614–1679   | Professor für Theologie                                                                               |      |
| Eberhard Mesomylius (Mittelmüller)  | 1570–1630   | Professor für Theologe                                                                                |      |
| Johann Nikolaus Möckert             | 1732–1792   | Professor der Rechte und der Sittenlehre                                                              |      |
| Johannes Mollenbeck                 | 1592–1624   | Professor der Rechte (Pandekten)                                                                      |      |
| Johann Daniel Müller                | 1721–1794   | Lutherischer Theologe                                                                                 |      |
| Peter Musaeus                       | 1620–1674   | Professor für Logik und Metaphysik                                                                    |      |
| David Pestel                        | 1603–1684   | Professor des Lehnrechts (Feudalrecht) und des Codex                                                  |      |
| Friedrich Ulrich Pestel             | 1691–1764   | Professor der Ethik und der Rechte                                                                    |      |
| Friedrich Wilhelm Pestel            | 1724–1805   | Professor für Ethik und Recht, später Rektor der Universität Leiden                                   |      |
| Johann Jakob Plitt                  | 1727–1773   | Professor der Theologie                                                                               |      |
| Jakob Andreas Porte                 | 1706–1787   | Professor der französischen Sprache                                                                   |      |
| Justus Reifenberg                   | († 1631)    | Professor der Rechte                                                                                  |      |
| Johann Gottfried Schaumburg         | 1703–1746   | Professor der Rechte, später Rektor der Universität Jena                                              |      |
| Theodor Schmalz                     | 1760–1831   | Professor der Kameral- und Rechtswissenschaft, erster Rektor der neugegründeten Universität in Berlin |      |
| Erasmus Schmidt                     | 1598–1649   | Professor der Medizin                                                                                 |      |
| Philipp Georg Schröder              | 1729–1772   | Professor der Medizin und Naturkunde                                                                  |      |
| Bernhard Schultze                   | 1622–1687   | Professor der Politik und der Kameralistik                                                            |      |
| Gottfried Schwarz                   | 1707–1786   | Professor für Theologie                                                                               |      |
| Johann Gottlieb Stegmann            | 1725–1795   | Professor der Philosophie, Experimentalphysiker                                                       |      |
| Josua Stegmann                      | 1588–1632   | Professor für Theologie                                                                               |      |
| Johann Engelhard Steuber            | 1693–1747   | Professor für Theologie                                                                               |      |
| Ludwig Wachler                      | 1767–1838   | Professor für Theologie und Geschichte                                                                |      |
| Michael Watson                      | 1623–1665   | Professor für Physik, Politik und Geschichte                                                          |      |
| Julius August Ludwig Wegscheider    | 1771–1849   | Professor für Theologie und Philosophie                                                               |      |
| Georg Wilhelm Franz Wenderoth       | 1774–1861   | Professor der Medizin, erhielt den letzten Ehrendoktor der Universität                                |      |
| Christian Wiederhold                | 1775–1832   | Professor der Rechte, kurhessischer Justizminister, Präsident des Staatsministeriums                  |      |
| Daniel Wilhelmi                     | 1623–1689   | Professor der Theologie                                                                               |      |
| Engelbert Wippermann                | 1630–1687   | Professor der Rechte                                                                                  |      |
| Friedrich Wilhelm Wolfrath          | 1757–1812   | Professor für Theologie                                                                               |      |
| Paul Heinrich Ludwig Duncker        | 1754–1830   | Professor für Medizin                                                                                 |      |

## Bekannte Studenten
Die erhaltenen Matrikellisten seit Gründung der Universität Rinteln sind in Mitteilungen der Zentralstelle für Deutsche Personen- und Familiengeschichte, 59. Heft, Die Studenten der Universität zu Rinteln, von August Worringer, Leipzig 1939 sowie in Schaumburger Studien, Heft 42 von Gerhard Schormann, Rinteln 1981, Rintelner Studenten des 17. und 18. Jh. aufgeführt. Die Publikationen sind unter anderem in der Stadtbücherei Rinteln und im Staatsarchiv Bückeburg vorhanden.
| Name                                             | Lebensdaten | Bemerkung | Bild |
| ------------------------------------------------ | ----------- | --- | ---- |
| Johann Christian Wilhelm Augusti                 | 1771–1841   | Archäologe und Orientalist, Professor für Theologie, Rektor der Universität Breslau und später der Universität Bonn |      |
| Christian Heinrich Behm                          | 1662–1740   | Abt des Klosters Amelungsborn                                                                                       |      |
| Ferdinand Beneke                                 | 1774–1848   | Jurist, Anwalt und Richter in Hamburg                                                                               |      |
| Hans Adolph Friedrich von Eschstruth             | 1756–1792   | Jurist, Musikschriftsteller und Komponist                                                                           |      |
| Hulderich von Eyben                              | 1629–1699   | Jurist, Professor in Gießen und Helmstedt                                                                           |      |
| Statius Fabricius                                | 1591–1651   | Doktor der Theologie, Abt des Klosters Amelungsborn                                                                 |      |
| Johann Nikolaus Funck                            | 1715–1758   | Philologe und Hochschullehrer                                                                                       |      |
| Bernhard Christoph Faust                         | 1755–1842   | Arzt und Hofrat in Bückeburg                                                                                        |      |
| Johann Friedrich Fürstenau                       | 1724–1751   | Mediziner, promovierte 1745 bei seinem Vater, J. H. Fürstenau                                                       |      |
| Karl Gottfried Fürstenau                         | 1734–1803   | Professor für Ökonom und Philosoph                                                                                  |      |
| Karl Franz Lubert Haas                           | 1722–1789   | Historiker, Theologe und Philosoph                                                                                  |      |
| Georg Hacke                                      | 1626–1684   | Lutherischer Theologe, Hauptpastor von St. Michaelis in Hamburg                                                     |      |
| Christian Ludwig Henneberg                       | 1637–1675   | Lutherischer Theologe und Generalsuperintendentin Grubenhagen und auf dem Harz                                      |      |
| Johann Engelhard Kahler                          | 1729–1804   | Evangelischer Theologe, Studium und Professor der Theologie an der Ernestina                                        |      |
| Johann Carl Koken                                | 1715–1773   | evangelisch-lutherischer Geistlicher und promovierter Theologe in Hildesheim                                        |      |
| Johann Matthias Korabinsky                       | 1740–1811   | Lehrer, Topograph und Schriftsteller                                                                                |      |
| Friedrich Wilhelm Leyser                         | 1658–1720   | Rechtswissenschaftler, Stadtsyndikus von Magdeburg                                                                  |      |
| Salomon Friedrich Merkel                         | 1760–1823   | Jurist in Kassel |      |
| Anton Heinrich Mollenbeck                        | 1622–1693   | Rechtswissenschaftler und Hochschullehrer                                                                           |      |
| Friedrich Christoph Müller                       | 1751–1808   | Theologe und Kartograph                                                                                             |      |
| Gerhard Friedrich Müller                         | 1705–1783   | Historiker, Geograph, Russlandforscher und Forschungsreisender                                                      |      |
| Friedrich Wilhelm Pestel                         | 1724–1805   | Jurist, Rektor der Universität Leiden                                                                               |      |
| Theodor Christian Friedrich Raydt                | 1768–1833   | Jurist und Professor                                                                                                |      |
| Johann Rist                                      | 1607–1667   | Kirchenlieddichter und evangelisch-lutherischer Prediger                                                            |      |
| Johann Caspar Santoroc                           | 1682–1745   | klassischer Philologe                                                                                               |      |
| Franz Karl Schleicher                            | 1756–1815   | Geodät, Kriegswissenschaftler und Hochschullehrer                                                                   |      |
| Friedrich Wilhelm Strieder                       | 1739–1815   | Bibliothekar, Lexikograph und Historiker                                                                            |      |
| Arnold Dietrich Tidemann                         | 1756–1821   | Jurist, Bremer Senator und Bürgermeister                                                                            |      |
| Philipp Johann Tilemann                          | 1640–1708   | Schriftsteller und reformierter Theologe                                                                            |      |
| Ludwig Wachler                                   | 1767–1838   | Historiker, Universitätsrektor in Marburg und Breslau                                                               |      |
| Johann Dietrich Winckler                         | 1711–1784   | Lutherischer Theologe in Hamburg                                                                                    |      |
| Karl Friedrich Wilhelm Wasmuth von Wintzingerode | 1772–1830   | Forstbeamter |      |
| Andreas Wiß                                      | 1788–1816   | Dichter, mit seiner Prüfung im April 1810 war er einer der letzten Absolventen der Universität                      |      |
| Hermann Zoll                                     | 1643–1725   | Jurist, Regierungsrat und Oberhaupt der fürstlich Rintelnschen Regierung                                            |      |